# Eguzquialdea
Eguzquialdea (oficialmente en euskera Eguzkialdea) es un conjunto de caseríos del municipio español de Aranaz, perteneciente a la Comunidad Foral de Navarra.

## Demografía
En 2023, la entidad singular de población tenía empadronados 96 habitantes.